# Vakarel
Vakarel (bulgariska: Вакарел) är ett distrikt i Bulgarien.   Det ligger i kommunen Obsjtina Ichtiman och regionen Sofijska oblast, i den västra delen av landet, 30 km öster om huvudstaden Sofia.
I omgivningarna runt Vakarel växer i huvudsak lövfällande lövskog. Runt Vakarel är det ganska glesbefolkat, med 31 invånare per kvadratkilometer.